# Saint-Léger-le-Guérétois
Saint-Léger-le-Guérétois (okzitanisch San Légi) ist eine Gemeinde in Frankreich. Sie gehört zur Region Nouvelle-Aquitaine, zum Département Creuse, zum Arrondissement Guéret und zum Kanton Saint-Vaury. Sie grenzt im Norden an Saint-Sulpice-le-Guérétois, im Osten an Guéret, im Südosten an La Chapelle-Taillefert, im Südwesten an Saint-Victor-en-Marche, im Westen an Saint-Silvain-Montaigut sowie im Nordwesten an La Brionne.

## Bevölkerungsentwicklung

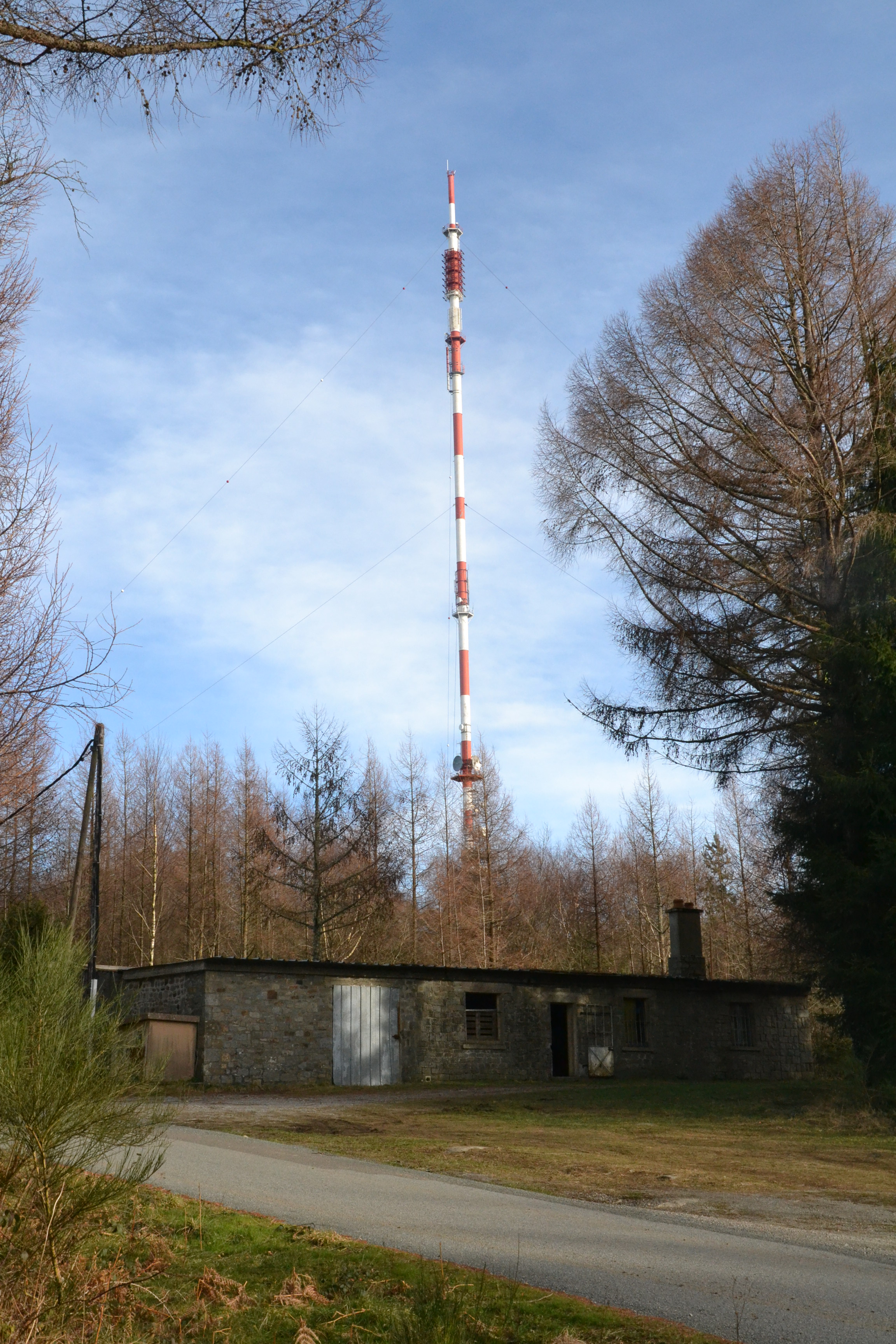
200 Meter hoher Sendeturm

| Jahr      | 1962 | 1968 | 1975 | 1982 | 1990 | 1999 | 2008 | 2012 |
| --------- | ---- | ---- | ---- | ---- | ---- | ---- | ---- | ---- |
| Einwohner | 401  | 353  | 342  | 385  | 446  | 425  | 417  | 437  |